# Popke Fegter
Popke Fegter (* 17. Februar 1874 in Schoonorth; † 21. Februar 1946 in Norden) war Unternehmer in Norden sowie Gründungsmitglied und langjähriger Vorsitzender des Entwässerungsverbandes.

## Familie
Popke Hermann war der Sohn des David Rewerts Bussen Fegter und seiner Frau Reentje van der Velde von Visquarder Meede.

## Leben
Popke Fegter wurde in Schoonorth, einem Ortsteil von Osteel geboren. Als er 11 Jahre alt war, starb 1885 sein Vater. Popke besuchte die Volksschule im Wirdumer Neuland und anschließend das Ulrichgymnasium in Norden und anschließend eine Landwirtschaftsschule in Celle. In Berlin wurde er von 1895 bis 1896 als Freiwilliger im Garde-Regiment ausgebildet. Nach seiner Ausbildung übernahm er den Hof des Vaters. Am 29. März 1904 heiratete er Maria Margaretha Gersema.
Im Jahr 1912 löste sich Popke von der Landwirtschaft. Er erwarb Anteile an der Norder Fehn-Gesellschaft und zog in die Landgemeinde Sandbauerschaft. Er hatte dort ein Grundstück erworben, das er 1912 mit einem imposanten Wohnhaus bebaute. Haus und Grundstück lagen damals am Kolkbrückerweg 1A (heute: Osterstrasse 34). 1914 wurde Fegter in den Gemeindeausschuss der Gemeinde Sandbauerschaft gewählt. Als deren Gemeindevorsteher war er maßgeblich an der 1919 erfolgten Eingliederung der Sandbauerschaft nach Norden beteiligt. Nach dem Anschluss wurde Popke Fegter von der Stadtgemeinde Norden zum Senator und zum stellvertretenden Bürgermeister bestellt. Im Jahr 1927 erwarb er zusammen mit Senator Carl Stegmann und Direktor Wilhelm Landmann die Norder Eisenhütte.
Bereits 1915 wurde Fegter zum Direktor der Norder Fehn-Gesellschaft gewählt. Daneben war Popke Fegter maßgeblich beteiligt an der Gründung des Entwässerungsverband Norden im Jahr 1926. Hier organisierte er zum Wohle von Ostfriesland den Bau des Abschlussdeiches vor dem Norder Aussentief. Das neue Siel an der Leybuch bewährte sich bestens, und Überschwemmungen blieben im östlichen Norderland erstmals 1930 aus. Der Ausbau der Entwässerung über das Norder Tief erfolgte dann in den Folgejahren. Zwei neue Brücken über das Galgentief entstanden, das alte Norder Siel konnte beseitigt werden. Die Organisation öffentlicher Arbeit in Ostfriesland zur Meliorisation half zur Senkung der Arbeitslosigkeit. Dies war den aufstrebenden Nationalsozialisten nicht recht.
Nach der Machtergreifung durch die Nationalsozialisten musste Fegter unter Denunziationen und Verleumdungen leiden. Er wurde auch zeitweise inhaftiert und verlor im Jahr 1936 die Eisenhütte durch Enteignung. 1938 floh Popke nach Hannover. Gegen Ende des Zweiten Weltkriegs kam Popke nach Norden zurück und starb nach einem Schlaganfall in seinem Haus auf der Osterstrasse.
Im Jahre 2012 wurde in seiner Heimatstadt Norden der neu errichtete Platz zwischen Norder Tief und Einkaufszentrum Norder Tor als Popke-Fegter-Platz gewidmet.